# Ælfwynn (femme d'Æthelstan Demi-Roi)
Pour la dame des Merciens, voir Ælfwynn.
Ælfwynn est une grande propriétaire terrienne anglaise morte le 8 juillet 983.
Issue d'une famille prospère du Huntingdonshire, elle est la femme du puissant ealdorman Æthelstan Demi-Roi, l'un des conseillers les plus écoutés des rois Edmond et Eadred dans la première moitié du Xe siècle. Ælfwynn devient la mère adoptive du prince Edgar, fils d'Edmond, à la mort de sa mère biologique, en 944.
Ælfwynn a quatre fils, dont le plus jeune, Æthelwine, devient l'un des principaux barons du royaume d'Angleterre dans la deuxième moitié du Xe siècle, sous les règnes d'Edgar et de son fils Æthelred le Malavisé. Il soutient le mouvement de réforme bénédictine et fonde en 966 l'abbaye de Ramsey, un monastère qui bénéficie de la générosité d'Ælfwynn et où elle pourrait avoir été enterrée à sa mort.

## Biographie
Les noms des parents d'Ælfwynn sont inconnus, mais elle appartient à une famille prospère du Huntingdonshire. L'historien Shashi Jayakumar avance l'hypothèse qu'elle puisse être la même personne qu'Ælfwynn, fille d'Æthelflæd et petite-fille d'Alfred le Grand, qui gouverne brièvement la Mercie en 918 à la mort de sa mère avant d'être déposée par son oncle Édouard l'Ancien. Elle a pour frère un dénommé Æthelsige qui sert de caution lors de la vente de domaines du Huntingdonshire à l'abbaye de Peterborough.
Ælfwynn épouse Æthelstan peu avant son élévation au rang d'ealdorman d'Est-Anglie, en 932. Son mari est l'un des conseillers les plus écoutés des rois Edmond (939-946) et Eadred (946-955), ce qui lui vaut son surnom de « Demi-Roi ». Ils ont quatre fils, dont deux deviennent ealdormen d'Est-Anglie à la suite de leur père : l'aîné Æthelwald et le benjamin Æthelwine.
Ælfgifu, femme du roi Edmond, meurt en 944. Leur deuxième fils, Edgar, n'est alors qu'un tout jeune enfant et il est envoyé auprès d'Ælfwynn pour qu'elle lui serve de mère adoptive. Ce choix témoigne de l'influence dont elle dispose à la cour et renforce les liens entre la famille d'Æthelstan et la famille royale,. C'est vraisemblablement dans le Huntingdonshire que grandit le jeune prince, puisque c'est dans ce comté que se situent les domaines appartenant à Ælfwynn et, plus tard, la demeure de son fils Æthelwine. Ce dernier n'est guère plus âgé qu'Edgar et ils sont probablement élevés ensemble,. Pour remercier sa mère adoptive, Edgar lui offre vers 958 un domaine de 10 hides à Old Weston, dans le Huntingdonshire.
Æthelstan Demi-Roi soutient la réforme bénédictine anglaise. Il a pour ami l'un des meneurs de ce mouvement, l'abbé Dunstan de Glastonbury. Edgar est donc exposé à un très jeune âge aux idées des réformateurs, ce qui contribue sans doute à la détermination avec laquelle il encourage leur mouvement une fois devenu roi d'Angleterre, en 959. Æthelwine partage cette détermination et offre notamment les domaines qui permettent à l'évêque Oswald de Worcester de fonder l'abbaye de Ramsey en 966. Ælfwynn fait également partie des bienfaiteurs de ce nouveau monastère en faisant don de plusieurs domaines, y compris celui d'Old Weston. Il est possible qu'elle ait joué un rôle crucial dans sa fondation, même si les sources ne le disent pas explicitement,,.
Ælfwynn meurt le 8 juillet 983. Elle est probablement enterrée à Ramsey plutôt qu'auprès de son mari, qui a abdiqué ses titres en 956 pour devenir moine à l'abbaye de Glastonbury. La communauté monastique de Ramsey célèbre son décès et celui du roi Edgar tous les ans le 8 juillet.

## Descendance
Ælfwynn et Æthelstan Demi-Roi ont quatre fils.
- Æthelwald (mort en 962) est nommé ealdorman par le roi Eadwig en 956. Il épouse Ælfthryth la même année. Après sa mort, sa veuve se remarie avec Edgar. Il est enterré à l'abbaye de Ramsey.
- Ælfwold (mort le 14 avril 990) apparaît sur les chartes d'Edgar avec le rang de thegn de 958 à 972. Bienfaiteur de l'abbaye de Ramsey, il y est enterré[11].
- Æthelsige (mort le 13 octobre 987) apparaît sur les chartes d'Edgar avec le rang de thegn à partir de 958. Il occupe le rôle de chambellan (camerarius) auprès du roi jusqu'en 963, puis participe à la gestion de l'Est-Anglie aux côtés de son frère jusqu'à sa mort[12],[7].
- Æthelwine (mort le 24 avril 992) succède à son frère Æthelwald comme ealdorman en 962. Il devient le plus puissant seigneur d'Angleterre à la mort de son rival Ælfhere, en 983. Il cesse d'apparaître sur les chartes en 990 et meurt des suites d'une longue maladie. Lui aussi est enterré à l'abbaye de Ramsey[7].